# Simtex
Simtex, Inc., war ein US-amerikanisches Spieleentwicklerunternehmen mit Sitz in Austin, Texas.
Es wurde von Steve Barcia 1988 gegründet. Simtex konzentrierte sich auf die Entwicklung von rundenbasierten Strategiespielen für Personal Computer, etwa Master of Orion, Master of Orion II: Battle at Antares sowie Master of Magic. Das Unternehmen hat die Markenrechte sämtlicher Spiele an Atari verkauft und wurde im Jahr 1997 aufgelöst.

## Produkte
- Master of Orion Serie
  - Master of Orion (1993)
  - Master of Orion II: Battle at Antares (1996)
- Master of Magic (1994)
- 1830: Railroads & Robber Barons (1995)
- Mech Lords (umbenannt in Metal Lords während der Entwicklung wegen eines Disputs mit FASA) (1995 – unveröffentlicht)
- Guardians: Agents of Justice (war in der Entwicklung als Simtex geschlossen wurde – unbeendet)